# Stadhuis van Karlstad

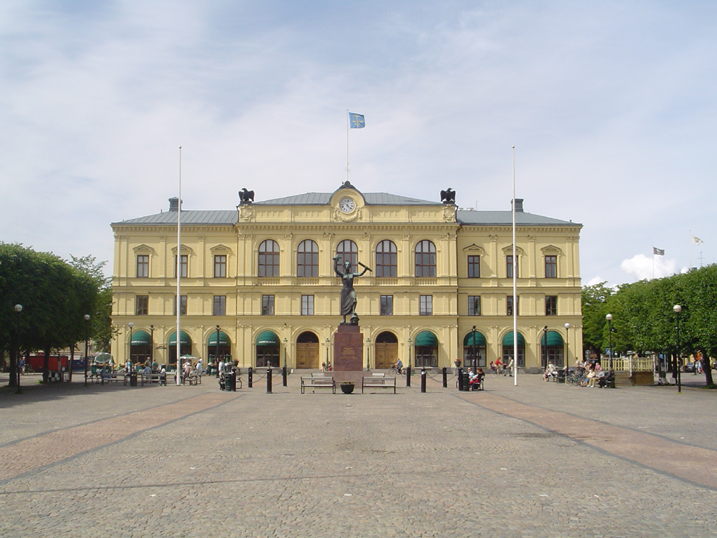
Het stadhuis, met op de voorgrond het vrijheidsmonument.

Het Stadhuis van Karlstad (Zweeds: Karlstads Rådhus) is gelegen aan de Stora Torget in Karlstad. Het prominente monumentale gebouw stamt uit 1869 en wordt hedendaags gebruikt door Värmlands tingsrätt.
Het oude stadhuis van Karlstad ging verloren bij een grote stadsbrand in 1865. In 1868 werd begonnen met de bouw van het huidige stadhuis, in januari 1869 werd het nieuwe stadhuis in gebruik genomen. Het gebouw behield zijn functie tot en met 1952. Op het dak van het gebouw staan aan de voorkant twee arenden. De arend is het wapen van Värmland. Onder de arenden is het stadswapen van Karlstad afgebeeld. Midden in het gebouw zit een klok.